# Autobahnkreuz Tempelhof
Das Autobahnkreuz Tempelhof (offiziell: Autobahndreieck Tempelhof) ist eine verlängerte Anschlussstelle im Berliner Bezirk Tempelhof-Schöneberg. Es wurde 1965 als Autobahnkreuz geplant, aber letztlich nur als Anschlussstelle fertiggestellt. Vorgesehen war, dass die A 102 von Norden kommend den ehemaligen Flughafen Tempelhof im Osten umfassen sollte und dort auf die A 100 trifft.
1981 wurde der Berliner Stadtring bis zum geplanten Kreuz Tempelhof verlängert und die heutige Anschlussstelle Gradestraße fertiggestellt. Die A 102 sollte von der in Pankow gelegenen A 114 über die A 106 bis zum südlichen Berliner Ring (A 10) bei Rangsdorf verlaufen. 2000 wurde der Berliner Stadtring nach Osten hin verlängert und verläuft bis zum Autobahndreieck Neukölln.
Die heutige AS Gradestraße befindet sich zwischen dem am 30. Oktober 2008 geschlossenen Flughafen Tempelhof im Norden und dem Teltowkanal im Süden.
| Von                       | Nach                   | Durchschnittliche tägliche Verkehrsstärke 2005 | Durchschnittliche tägliche Verkehrsstärke 2010 |
| ------------------------- | ---------------------- | ---------------------------------------------- | ---------------------------------------------- |
| AS Oberlandstraße (A 102) | AS Gradestraße (A 102) | 029.000                                        | 2007 abgestuft zur Anschlussstelle             |
| AS Oberlandstraße         | AS Gradestraße         | 129.400                                        | 115.600                                        |
| AS Gradestraße            | AS Britzer Damm        | 093.900                                        | 110.600                                        |